# Roger Bekono
Roger Bekono est un chanteur camerounais né en 1954 et mort le 15 septembre 2016 à Yaoundé.